# Solar Soares Teixeira
O Solar Soares Teixeira ou apenas Casa do Corpo Santo como também é conhecida é um palacete português localizado no concelho de Velas, ilha de São Jorge, arquipélago dos Açores.
Este solar apresenta-se dotado de uma arquitectura baseada em pedras de cantaria de basalto de apreciáveis dimensões como era usual nas grandes casa senhoriais anteriores ao Século XVIII. Apresenta uma construção evolutiva no tempo dadas as remodelações a que foi sujeita ao longo dos séculos.
A parte mais antiga desta edificação é anterior ao séculos XVIII embora não seja fácil precisar uma data exacta. As remodelações a que foi sujeita nos fins do Século XVIII e também no século XIX não a transfiguraram de modo que manteve o seu cunho e imponência de antigamente.
Actualmente o edifício encontra-se na posse da Santa Casa da Misericórdia de Velas a quem foi vendida pelos descendentes dos construtores iniciais.